# کجکی (هلمند)
کجکی (به لاتین: Kajaki) یک منطقهٔ مسکونی در افغانستان است که در ولسوالی کجکی واقع شده‌است. کجکی ۹۳۸ متر نسبت به سطح دریا ارتفاع دارد.